# Der letzte König von Osten Ard
Der letzte König von Osten Ard (englisch The Last King of Osten Ard) ist eine vierteilige, zwischen 2017 und 2024 veröffentlichte Fantasy-Romanreihe des US-amerikanischen Schriftstellers Tad Williams. In der deutschsprachigen Ausgabe erschienen die Bücher als Doppelbände unter den Namen Die Hexenholzkrone (2017), Das Reich der Grasländer (2020), Im dunklen Tal (2023) und Die Kinder des Seefahrers (2025). Die Übersetzung erfolgte durch Cornelia Holfelder-von der Tann und Wolfram Ströle. 
Die Tetralogie spielt zeitlich gesehen dreißig Jahre nach der von Williams in den 1990er-Jahren geschriebenen Trilogie Das Geheimnis der Großen Schwerter. Als verbindenden Übergang der beiden Zyklen veröffentlichte der Autor 2017 den Roman Das Herz der verlorenen Dinge.

## Entstehung
Laut Aussage von Williams kam ihm im Frühling 2013 die Idee für einen neuen Zyklus in Osten Ard. Er wolle schriftlich nur in eine seiner bisherigen Welten zurückkehren, wenn ihm eine Geschichte einfällt, die es wert sei, erzählt zu werden. Zudem bereitete ihm Sorge, es würde ein schlechtes Licht auf Das Geheimnis der Großen Schwerter werfen, wenn ihm kein würdiger zweiter Zyklus gelingt. Ein Jahr später – im April 2014 – kündigten DAW Books und Tad Williams eine Trilogie unter dem Namen The Last King of Osten Ard an. Anfang 2015 war der erste Entwurf von Die Hexenholzkrone beendet. Doch die für 2016 angedachte Veröffentlichung verschob sich durch die Fusion von Penguin Books und Random House um ein Jahr. Anders als bei bisherigen Büchern lies Williams langjährige Leser den ersten Entwurf lesen und sich ein Feedback geben. Die Hexenholzkrone sollte bereits im August 2017 in deutscher Sprache erscheinen. Durch eine verspätete Abgabe des Originalmanuskripts und den höheren Seitenumfang entschied der Verlag Klett-Cotta, die deutschsprachige Ausgabe des ersten Bandes in zwei Büchern zu veröffentlichen, was im September und November 2017 geschah.
Viel Arbeit bereitete dem Autor während der Entstehung des ersten Bands die Verknüpfung der neuen Ideen mit dem Aufbau der Welt aus dem ersten Zyklus. Er erläuterte dies in einem Blogeintrag anhand des Beispiels der Monatsnamen der Keida'ya, die er im ersten Zyklus bereits in zweierlei Form nannte, und die er für den neuen Zyklus auf plausible Weise verknüpfte. Wie Williams ausführt, fügt er geschichtliche Texte und Zitate aus seiner fiktiven Welt direkt in die Erzählung ein, hat anders als beispielsweise Tolkien keine unveröffentlichten Geschichten geschrieben, auf denen seine Erwähnungen basieren. Der Autor begann das erneute Schreiben über Osten Ard zu genießen und fing bereits mit dem Schreiben des ersten Bandes an, über weitere Geschichten in dieser Welt nachzudenken.
Während Williams wusste, wie das Finale des Zyklus auszusehen hat, war ihm bei der Hälfte des zweiten Bands noch nicht klar, wie er die Romanfiguren an den gewünschten Platz vom Finale bringen wird. Wie er betont mag er Zwischenbände, da er hier Spielraum für im ursprünglichen Plot noch nicht vorgesehene Wendungen hat und sich auch mehr mit Nebenrollen-Figuren beschäftigen kann. Charaktere müssten sich ändern, Geheimnisse vertiefen und neue Faktoren eingebracht werden. Den ersten, 1200 Seiten umfassenden Entwurf des zweiten Bandes vollendete der Autor Anfang Oktober 2017. 2019 wurde Empire of Grass schließlich veröffentlicht.
Wegen einer Schulterverletzung verlor der Autor weite Teile des Jahres 2018 für das Schreiben und konnte so erst im April 2019 mit dem dritten Band The Navigator's Children beginnen, den er auch im September 2020 noch als abschließenden Band einer Trilogie sah – als sein bisher zweitlängstes Buch. Im November 2021 kündigte er die von seinem Verleger geforderte Teilung in zwei Bände an. Eine Kürzung der Geschichte kam für Williams nicht in Frage, da dies den Ablauf der Handlungsstränge und die Entwicklung der Charaktere erheblich stören würde. Der nunmehr dritte Band Into the Narrowdark kam im Juli 2022 auf den Markt, das abschließende The Navigator's Children im November 2024.

## Inhalt

### VorgeschichteDas Herz der verlorenen Dinge
Die Novelle aus dem Jahr 2017 stellt einen Abschluss der ersten Buchreihe dar, bereitet jedoch vor allem auf die neue Tetralogie vor. Der ursprüngliche, von Tad Williams bevorzugte Titel The Heart of Regret (übersetzt in etwa Das Herz des Bedauerns) bekam den alternativ angedachten Titel The Heart of What Was Lost. Thema ist die Flucht der Nornen nach dem verlorenen Sturmkönig-Krieg in ihre Stadt und die anschließende Belagerung. Erzählt wird die Handlung aus der Warte beider Seiten. Bei den Nornen werden die Ereignisse aus der Sicht des Baumeisters Viyeki geschildert. Beim Heer der verfolgenden Rimmersmänner lassen sich die Ereignisse aus dem Blickwinkel der Heeresleitung um Herzog Isgrimnur beobachten, aber auch in Person des jungen Porto das Erleben eines einfachen Ritters. Die Sithi Ayaminu begleitet die Verfolger. Wie sich im Band The Navigator's Children dreißig Jahre später herausstellt, hatte sie Kontakt mit einer Widerstandsgruppe der Nornen.
Eine flüchtende Gruppe Nornen verschanzt sich in der verlassenen Wirrwurzelfestung und nach einer weiteren Flucht im Dreirabenturm. Beide Belagerungen durch die Rimmersmänner dauern nur kurz, doch es verschafft einem Teil der Nornen die nötige Zeit, bis in Bergstadt Nakkiga zu fliehen.
Nakkiga ist eine Stadt im Berg, und der wesentliche Zugang führt durch ein großes, stark befestigtes Tor. Die Zerstörung des Tors ist nur eine Frage der Zeit, und daher beenden die Nornen die Belagerung, indem sie einen Teil des Berges auf das Stadttor stürzen lassen. Damit sind sie im Berg gefangen, doch auch die Angreifer haben keine realistische Chance, die Trümmer vor dem nahenden Winter zu entfernen. Daher ziehen die Belagerer ab.
Die Ereignisse in der belagerten Stadt beeinflussen die Zukunft und bilden die Grundlage für die folgende Romanreihe. Die Zahl der Nornen hat sich nach dem verlorenen Krieg und während der Verteidigung drastisch reduziert. Die Königin befindet sich im Heilschlaf, und so werden durch Intrigen und Bündnisse die Machtverhältnisse innerhalb der Führungsschicht geordnet. Der Sänger Akhenabi sorgt für den Tod seiner größten Konkurrentin Suno'ku. Der Großmagister Yaarike lässt dies zu, um seinen Plan zur Versiegelung des Stadttors durchführen zu können. Die eigentlich auf die Reinheit ihrer Blutlinie achtenden Nornen beschließen, sich mit ihren menschlichen Sklaven zu paaren und so das Bevölkerungswachstum und damit das Überleben zu sichern.

### Rahmenhandlung der Tetralogie
Um den im Sterben liegenden Herzog Isgrimur noch einmal zu sehen, reisen die Hochkönige Simon und Miriamel nach Rimmersgard. Während ihrer Reise erfahren sie von den Kriegsvorbereitungen der Nornen. Von ihrem Vasallenstaat Hernystir werden sie verraten, denn der dort herrschende König Hugo lässt einen Trupp Nornen durch sein Land ziehen, der kurz darauf die Burg Naglimund erobert.
Unter der Burg befindet sich die Rüstung von Ruyan dem Seefahrer, einem Tinukeda'ya. Mit dieser Rüstung und dem Blut eines Drachen kann Utuk'ku den Bruder des Sturmkönigs, Hakatri, aus seinen eigenen Knochen zum Leben erwecken. Bereits in der Nornenstadt Nakkiga wurde eine Tote erweckt, doch es ist nicht wie von Uttuku erwartet eine verstorbene Generalin, die sie ins Leben zurückholt, sondern die sich noch tarnende Geloë.
In Erchester erwartet man einen Angriff der Nornen auf den Hochhorst. Doch das Königreich ist durch die Intrigen des eigentlich für die Lande des Hochkönigs arbeitenden Großkanzler Pasevalles geschwächt: In Nabban gibt es einen Bürgerkrieg, die Grasländer greifen das Kernland an, die Hernystiri haben sich abgewendet und die Sithi begegnen den Menschen mit Misstrauen und wollen nicht helfen. So können die Nornen zwar besiegt werden, doch ein Großteil des Hochhorstes wird bei dem Angriff zerstört.
Der Angriff auf den Hochhorst dient der Nornenkönigin nur als Ablenkung, um ihr eigentliches Ziel zu verschleiern. Sie zieht mit ihrer Streitmacht nach Tanakirú. Dort befindet sich ein neuntes Schiff aus dem verlorenen Garten. Dessen Antrieb, das Nichtsein, will Utuk'ku zur Vernichtung von Osten Ard verwenden. Der Plan kann vereitelt, Utuk'ku getötet werden.
Dieses neunte Schiff trägt den Namen Hexenholzkrone, und mit diesem verlassen viele der Tinukeda'ya Osten Ard.

### Geschichte der Gartenvölker
Tad Williams enthüllt in der Tetralogie die Herkunft und die Geschichte der Gartenvölker. Sie ist der Schlüssel für viele Ereignisse der Handlung.
Einst lebten die Keida'ya im Garten, umgeben vom ein Bewusstsein habenden Träumenden Meer. Beide Seiten begannen sich zu bekämpfen. Das Träumende Meer erschuf die Tinukeda'ya, um Frieden zu schaffen, doch letztlich wurden diese von den Keida'ya versklavt. Sollte es noch einmal zum Krieg kommen, erfanden die Keida'ya als Waffe das Nichtsein. Doch es wurde (vermutlich ungewollt) freigesetzt und begann den Garten zu vernichten. Die Tinukeda'ya unter ihrem Anführer Ruyan begannen Schiffe zu bauen, um den Keida'ya zu entkommen. Doch am Ende halfen sie auch den Keida'ya auf acht Schiffen zur Flucht vor dem Nichtsein. Ein neuntes Schiff, die Hexenholzkrone, verschwiegen sie. Denn dieses Schiff sollte nach der Rettung der Keida'ya alle Tinukeda'ya aufnehmen und in eine andere Welt bringen. Doch das neunte Schiff blieb verschollen und kam erst verspätet in Osten Ard an. So wurden die Tinukeda'ya erneut versklavt. Ruyan der Seefahrer wurde bis zu seinem Tod eingesperrt. Geloë ist seine letzte Nachfahrin.
Die Schiffe bewegten sich nicht über Wasser, sondern zwischen Welten, die einer Erklärung nach wie Buchseiten aneinander liegen. Als Antriebsenergie nutzten sie ein durch Wasser vom Träumenden Meer ummanteltes Nichtsein, das mit der Ankunft in Osten Ard aufgebraucht war. Nur das neunte Schiff hatte davon eine höhere Menge, da es die Tinukeda'ya noch an einen anderen Ort bringen sollte.
Bereits im Garten nahmen die Tinukeda'ya die Gestalt von verschiedenen Wesen an, doch in jedem ist etwas vom Träumenden Meer.
Die Trennung der Keida'ya in Zida'ya (Sithi) und Hikeda'ya (Nornen) begann sich bereits im Garten anzudeuten. Der Bruch zwischen den Brüdern Ineluki (Hikeda'ya) und Hakatri (Zida'ya) fand erst in Osten Ard statt. Die Hikeda'ya veränderten im Laufe der Jahrhunderte ihr Aussehen. Doch Utuk'ku und ihre Altersgenossen, die wie die Zida'ya der Hochkönigszeit aussehen, versteckten ihr Äußeres hinter Masken und Körperbemalung.
Die Hexenholzbäume gingen nach und nach ein, bis sie in der Zeit der Hochkönige komplett ausstarben. Doch aus den Hexenholzfrüchten (kei-t'si) wurde ein Elixier entwickelt, das Utuk'ku und ihren Gefährten ihr langes Leben ermöglichte. Nun, da dieses zur Neige ging, sie daher sterben würde und sich nicht vorstellen konnte, dass eine Welt ohne sie sein kann, wollte sie Osten Ard zerstören.

### Handlung nach den Protagonisten

#### Miriamel
Seit dreißig Jahren sind Simon und Miriamel Hochkönige. Ihr einziges Kind Johan Josua starb sieben Jahre vor dem Einsetzen der Geschichte an einem Gift, mit dem er bei Streifzügen unter dem Hochhorst in Berührung kam. Seine Witwe Prinzessin Idela und die gemeinsamen Kinder Morgan und Lillia leben auf dem Hochhorst.
Miriamel reist in diplomatischer Mission nach Nabban, um einen Bürgerkrieg zu verhindern. Durch die Heirat von Drusis mit der Nichte von Dallo soll Frieden gestiftet werden. Als der Friedensvertrag unterschrieben werden soll, wird Drusis ermordet aufgefunden. Es kommt zu einem Protest, bei dem auch Dallo ums Leben kommt. Seinen Tod gab die 13-jährige Witwe Gräfin Turia in Auftrag, da er sie von ihrer Vindisia (Rache) am eigentlich unschuldigen Herzog abhalten wollte. Der Aufstand weitet sich zum Bürgerkrieg aus. Herzog Saluceris wird getötet, während die Herzogin Canthia mit ihren beiden Kindern fliehen kann. Auch Miriamel entkommt und erfährt, dass Pasevalles hinter den Intrigen steckt. Auf der Flucht trifft sie auf das Kindermädchen Jesa aus dem Wran, das die Tochter der Herzogin bei sich hat. Doch die Herzogin selbst und deren Sohn wurden ermordet.

#### Morgan und Nezeru
Die Sitha Tanahaya reist in diplomatischer Mission zum Hochhorst und wird kurz vor dem Ziel durch einen vergifteten Pfeil lebensgefährlich verletzt.
Der an der Schwelle zum Erwachsenen stehende Thronfolger Morgan fühlt sich von seinen Großeltern zurückgesetzt und verbringt viel Zeit mit Frauen, Glücksspiel und Alkohol. Er wird von seinem Großvater Simon dazu verpflichtet, die todkranke Sitha zu ihrem Volk in den Aldheorte zu bringen. Er kann den Auftrag erfüllen. Nach einem Überfall auf sein Lager verirrt er sich im Wald. Er pflegt Riri, ein verletztes Tschikri (Kunikuni), und zieht mit deren Herde durch die Bäume des Waldes. So lernt er in der Wildnis zu überleben. In einer lebensbedrohlichen Situation wird er von der genesenen Tanahaya vor den Nornen gerettet. Er reist mit ihr weiter. Sie will die Botschaft von den im Aldheorte herumziehenden Nornen an ihr Volk weitergeben. Doch am Haus ihres Lehrmeisters Himano angekommen, der die Verbindung hätte herstellen können, findet sie ihn von Nornen ermordet vor. In einer Hand umklammert er ein Dokument. Morgan und Tanahaya reisen in die Ruinenstadt Da'ai Chikiza, um es zu übersetzen. Es erzählt von der Hexenholzkrone und Samen unter dem Hochhorst, doch Tanahaya hat Zweifel an der Echtheit der Aussage. Dennoch informiert sie Jiriki, von dem sie ein Kind erwartet, über einen Zeugen. Als die Nornen Da'ai Chikiza überfallen und alle dort lebenden Sithi töten, werden Tanahaya und Morgan getrennt. Auf der Flucht begegnet der Königssohn Nezeru.
Nezeru ist eine Klaue der Nornen-Königin, also eine Soldatin aus Nakkiga. Sie ist in der Gruppe, die die Knochen von Hakatri besorgt und einen Drachen fängt. Der Jäger Jarnulf, der sich der Klaue anschließt, versucht in ihr Zweifel an der Herrschaft Utuk'kus zu wecken. Er überwältigt sie, fesselt sie auf ein Pferd und schickt sie fort. Ihrer Gruppe erzählt er, sie sei geflohen, was ihre Rückkehr unmöglich macht. Auf ihrer Flucht landet sie im Aldheorte, wo sie auf Morgan trifft.
Morgan erzählt Nezeru vom dunklen Tal, und so wählt sie das als nächstes Ziel der Reise aus. Unterwegs verführt sie Morgan, was für sie anfangs nur eine körperliche Sache ist. Doch mit der Zeit verändert sich die Beziehung. Vom dunklen Tal aus verfolgen die beiden die Spur der Nornen bis nach Tanakirú. Sie finden einen Zugang zum neunten Schiff, der Hexenholzkrone, die kurz darauf von Nornen überfallen wird, um die Seele des Schiffes, das Nichtsein, zu rauben.

#### Jarnulf
Als Kind wurde Jarnulf von den Nornen versklavt. Von einem Nornen-Offizier wird er in Kampftechniken unterrichtet. Später flieht er aus Nakkiga und schließt sich einem Mann an, der sich als Father bezeichnet und den Ädoniterglauben lehrt. Jarnulf beginnt an den göttlichen Auftrag zu glauben, gegen die Nornen kämpfen zu müssen. Er gibt sich als Jäger der Nornenkönigin aus und tötet bei jeder sich bietender Gelegenheit Hikeda'ya. Indem er sich der Klaue um Nezeru anschließt glaubt er seinem Ziel näher kommen zu können, die Nornenkönigin Utuk'ku zu töten. Als sich die Gelegenheit ergibt, scheitert er mit seinem Versuch, wird gefangen genommen und nach Naglimund gebracht, wo er Tzoja kennenlernt.

#### Tzoja (Derra) und Viyeki
Josua, der vor dreißig Jahren zugunsten von Miriamel und Simon auf den Thron von Osten Ard verzichtete, und Vara bekamen am Ende des ersten Zyklus' Zwillinge. Als sie eine Affäre ihres Mannes vermutete, zog Vara mit den Kindern in ihre Heimat, die Thrithinge. In Bezug auf diese beiden Kinder – Deornoth und Derra – greift der Autor Aditus Prophezeiung aus Der Engelsturm auf.
Derra wird der Prohezeiung zufolge Länder bereisen, die nie zuvor von einer Sterblichen betreten worden sind, wird verlieren, was sie am meisten liebt, und mit dem, das sie einst verachtet hat, ihr Glück finden. Sie floh aus dem Hengstclan und kam nach Erchester. Zuerst arbeitete sie in einem Gasthof, dann bei einem Händler, der sie jedoch als Sklavin verkaufte. Sie konnte fliehen und fand bei den Astalanischen Schwestern Zuflucht. Das Kloster in Rimmersgard wurde jedoch von Banditen überfallen. Diese wiederum wurden von Nornen getötet und Derra nach Nakkiga verschleppt und versklavt. Unter dem Namen Tzoja wurde sie zur Lieblingskonkubine des Großmagisters des Bauleute-Ordens, Viyeki. Deren gemeinsame Tochter ist Nezeru. Tzoja muss stets fürchten, von Viyekis eifersüchtiger Frau ermordet zu werden, da ein Menschenleben bei den Nornen nichts zählt. Während einer dienstlichen Reise Viyekis wird sie vor Utuk'ku gebracht, da ihr bei den Astalanischen Schwestern Kräuterkunde gelehrt wurde. Mit ihrem Wissen soll sie der sich auf eine Reise begebenden Nornenkönigin Linderung ihrer Schmerzen verschaffen. Im eroberten Naglimund wird Tzoja zurückgelassen. Hier lernt sie Jarnulf kennen und verhilft ihm zur Flucht. Zusammen mit ihm und allen anderen aus Naglimund werden sie in den Norden geführt. Als Jarnulf erkannt wird, fliehen sie. Beide gelangen auf ihrem weiteren Weg nach Tanakirú.
Großmagister Viyeki erlebt, wie in Nakkiga eine Tote erweckt und auf grausame Weise in den Körper einer lebenden jungen Hikeda'ya transferiert wird. An sich sollte es Ommu sein, die zurückgeholt wird. Ohne es zu wissen, erlebt er jedoch die Rückkehr von Geloë in das Reich der Lebenden. Im Auftrag der Königin reist er mit nach Naglimund, um nach der Eroberung der Burg das Grab von Ruyan auszuheben. Unterwegs trifft er auf den Prinz-Templer Pratiki, der seltsame, frevlerische Äußerungen tätigt. Mit ihm wird er mit dem Auftrag in den Norden gesendet, einen Tunnel zu graben, über den man den Verteidigern von Tanakirú in den Rücken fallen kann. Diesen Tunnel kann er rechtzeitig fertigstellen.

#### Eolair
Graf Eolair wird mit Morgan in den Aldheorte entsendet, um Tanahaya zurückzubringen. Er gerät in einen Überfall, wird von Thrithingräubern gefangen genommen und zu deren Clanversammlung gebracht. Eolair sieht dort Vara, die ebenso wie ihr Mann Josua seit Jahren verschollen ist. Eolair wird von erkynländischen Soldaten aus der Gefangenschaft befreit.
Er kehrt in seine Heimat Hernystir zurück, um Verbündete zum Sturz von König Hugo zu finden. Doch er wird gefangen genommen. In seinem Gefängnis erreicht ihn ein Brief der früheren, ebenfalls inhaftierten Königin Inahwen. Sie gesteht ihm ihre Liebe. Am Tag der Hinrichtung erscheinen Sithi und retten Inahwen und Eolair vor dem sicheren Tod. König Hugo wird von Utuk'ku um den Lohn betrogen, der ihm durch den Verrat an den Erkynländern versprochen wurde. Er kommt ums Leben. Inahwen, die daraufhin den Thron übernimmt, fordert Eolair auf, sie zu heiraten.

#### Pasevalles
Im ersten Zyklus wird Pasevalles im Buch Der Engelsturm als Sohn von Brindalles erwähnt, der im Sturmkönigskrieg umkam. Von seinen Verwandten um sein Erbe gebracht zieht Pasevalles zum Hochhorst und dient sich bis zum Großkanzler hoch. Er will Rache an Miriamel und Simon für den Tod seines Vaters üben. Nach eigener Aussage tötete er Josua. Dem Leser wird seine Rolle als Bösewicht klar, als er Prinzessin Idela, die Mutter von Morgan und Lillia, ermordet, mit der er in einer heimlichen Beziehung lebt. Pasevalles kennt einen Zeugen unter dem Hochhorst, über den er mit dem Nornen Akhenabi spricht. Für seinen Verrat bekommt er von den Nornen eine Gegenleistung versprochen, um die er letztlich betrogen wird. Seine Intrigen sorgen für den Bürgerkrieg in Nabban, und er besticht einen Schamanen der Grasländer, damit dieser einen Krieg gegen die Steinhäusler anzettelt.

#### Unver (Deornoth)
Deornoth ist der Zwillingsbruder von Tzoja/Derra. Er wird einen neuen Namen bekommen, wie die Prophezeiung Aditus besagt. Niemals wird ihm ein Thron gehören, aber seine Hand wird Königreiche erheben und stürzen. Bei den Grasländern lebt er unter dem Namen Unver. Nachdem er den Than (Anführer) im Clan seiner Mutter tötet, wird er selbst zum Than. Beim Clantreffen wird er zum Shan ernannt, also dem Than aller Thane. Durch Lügen und Falschinformationen fühlt sich Unver verpflichtet, in den Krieg gegen die Erkynländer zu ziehen. Nach dem Zweikampf mit Simon zieht er sich zurück, hat damit seiner Ansicht nach klar gemacht, dass die Thrithingvölker als Nation zu sehen sind.

#### Tiamak
Der Gelehrte Tiamak will im Hochhorst eine Bibliothek aufbauen. Er erhält ein streng verbotenes Buch vom verstorbenen Johan Josua und ein Kästchen, in dem uralte Relikte der Nornen zu sein scheinen. Tiamak zweifelt den Unfall von Lillias Mutter an und stellt Nachforschungen an. Bischof Baez, der kurz darauf ermordet wird, erzählt von großen Geldmengen, die aus dem Almosenhaus verschwinden. Als Tiamak die Wahrheit über Pasevalles Verrat bewusst wird, versteckt er sich mit seiner Frau Thelia in den Kellern unter der Burg. Das Kästchen von Johan Josua sendet er mit einem Boten in den Norden.

#### Simon und Miriamel
Simon erfährt vom Aufstand in Nabban und muss annehmen, dass seine Frau durch Grasländer getötet worden sei. Er zieht sich zurück und kümmert sich nicht mehr um die Regentschaft. Als Unver nach der Eroberung von Burg Fellmere eine Botschaft sendet, bricht Simon auf, um die belagerte Burg Winstowe zu verteidigen. Es kommt zum Zweikampf, doch Simon erkennt Unver als Varas Sohn, stellt den Kampf ein, erleidet einen Schlaganfall. Zurück im Hochhorst erwacht er im Verlies. Pasevalles hat ihn eingesperrt. Während die Hikeda'ya den Hochhorst angreifen, befreit Lillia ihren Großvater. Jiriki rettet mit wenigen Sithi den Hochhorst vor dem endgültigen Fall. Der Körper der Norne Ommu, die eigentlich Geloë ist, stirbt. Der Geist von Geloë wechselt in Lillias Körper über. Sie berichtet, dass der Angriff auf den Hochhorst nur eine Ablenkung war und das wahre Ziel der Nornenkönigin Tanakirú sei. Jiriki und Simon reiten daher mit größter Eile in den Norden.
Miriamel reist unterdessen nach Meremund und erfährt unterwegs vom angeblichen Tod von Simon durch einen Zweikampf mit Unver. MIt Schiffen fahren Miriamel und ein Trupp Soldaten nach Erchester, um dem Treiben von Pasevalles ein Ende zu bereiten. Doch sie erreichen den Hochhorst erst, als er bereits in Flammen steht. Pasevalles befindet sich auf Burg Winstowe, wohin sich Miriamel auf den Weg macht, um es zu belagern.

#### Tanahaya
Nach der gewaltsamen Trennung von Morgan macht sich Tanahaya auf den Weg nach Hoch-Anvi'janya, um weitere Nachforschungen zum Pergament anzustellen. Auf ihrem Weg trifft sie die schwangere Aditu. Mittlerweile ist sich Tanahaya bewusst, ein Kind von Jiriki zu erwarten. Tanahaya bekommt den Auftrag, sofort nach Tanakirú zu reisen. Unterwegs wird ihr das von Tiamak versendete Kästchen überreicht.

#### Binabik, Sisqinanamook, Qina und Snenneq
Die aus dem ersten Zyklus bekannten Qanuc Binabik und Sisqinanamook tauchen in den vier Büchern auf. Sie begleiten Morgan zum Aldheorte und beginnen ihn zu suchen, als er im Wald verschollen ist. Nach erfolgloser Suche kehren sie in den Hochhorst zurück und sind bei der Belagerung von Burg Winstowe dabei.
Ihre Tochter Quina und deren Verlobter Snenneq geben die Suche nach Morgan nicht auf. Sie finden ihn kurz vor seiner Ankunft in Tanakirú.

#### Akhenabi und Saomeji
Akhenabi führt den mächtigen Sängerorden der Hikeda'ya an, ist damit die zweitmächtigste Person nach der Nornenkönigin. Der ebenfalls dem Sängerorden angehörende Saomeji ist sein Sohn und wie Nezeru das Kind eines Hikeda'ya und eines Menschen. Er gehört der Klaue um Nezeru an.

### Finale in Tanakirú
Die Zida'ya verteidigen Tanakirú (übersetzt Nebeltal) und damit das neunte Schiff, doch sie sind der Übermacht der Nornen nicht gewachsen. Jiriki und Simon kommen an und helfen den Verteidigern. Bei den Kampfhandlungen wird Jiriki tödlich verwundet.
Utuk'ku taucht durch Viyekis Tunnel im Rücken der Verteidiger auf und spricht ein Wort, das alle ihre Feinde handlungsunfähig macht. Ihre Macht bezieht sie durch ein altes Lied, dem Drei-die-eins-sind. Dafür benötigte sie eine lebende Person (sich selbst, Utuk'ku), eine zwischen Tod und Leben schwebende Person (Likimeya) und eine wiedererweckte Tote (Ommu, eigentlich Geloë).
Das Nichtsein zeigend verkündet Utuk'ku, dass ihr Ende naht und ihr Volk ohne sie nicht sein kann. Daher nehme sie ihr Volk und die ganze Welt mit, zerstöre alles. Der Sänger Akhenabi lehnt sich gegen Utuk'kus Entscheidung auf, und zusammen mit seinem Sohn Saomeji können sie sich widersetzen. Doch Saomeji ersticht seinen Vater aus Solidarität mit der Königin. Er kann anschließend nach Nakkiga fliehen.
Als Utuk'ku das Nichtsein freisetzen will wird sie gleichzeitig von Nezeru und Jarnulf angegriffen. Durch Morgans Ruf nach Nezeru abgelenkt kann die Königin den Dolch und den Pfeil nicht abwehren und stirbt. Denn Utuk'ku fühlt sich an eine Prophezeiung erinnert, nach der jemand aus Viyekis Familie ihr bringen wird, was sie am meisten begehrt – den Tod.
Das Nichtsein wird Geloë übergeben, damit die Hexenholzkrone Osten Ard verlassen kann. Mit an Bord sind alle Tinukeda'ya, die dem Ruf gefolgt sind, den Geloë in ihre Träume schickte.
Dem schwer verletzten Jiriki wird das von Tiamak an ihn gesendete Kästchen übergeben, in dem sich drei Hexenholzsamen befinden. Ehe er stirbt, beauftragt Jiriki Simon zu entscheiden, was mit den Samen geschehen soll. Eines davon gibt der Hochkönig Geloë auf ihre Reise. Die anderen beiden sollen von den Hikeda'ya und Zida'ya gemeinsam gepflanzt und gehütet werden, im Little Garden, in dem Jirikis Leichnam verbrannt wird.

### Ausklang der Erzählung
Simon erreicht rechtzeitig von Tanakirú kommend die von seiner Frau belagerte Burg Winstowe. Erst hier erkennen beide, dass der jeweils andere noch am Leben ist. Auch Unver befindet sich auf der Burg. Als Pasevalles mit der Verstümmelung eines Kindes droht, tötet ihn Unver und beendet damit die Kämpfe.
Morgan versucht, Nezeru für sich zu gewinnen, doch sie lässt ihn nicht mehr an sich heran. Erst bei einem Wiedersehen gibt sie zu, Sehnsucht nach ihm zu haben. Unter Bedingungen will sie mit ihm zusammenleben.
Einer Prophezeiung zufolge soll die Jüngste des Frosch-Clans (Viyekis Familie hat als Totem den Frosch), also Nezeru, die Herrschaft der sterblichen Könige von Osten Ard beenden. Dies deckt sich mit dem Plan von Miriamel und Simon, den Hochbann aufzulösen und durch etwas Neues zu ersetzen.
In Tanakirú entdeckt Jarnulf seinen Lehrer. Und Tzoja erkennt in diesem ihren Vater Josua. Pasevalles hatte ihn zwar schwer am Kopf verletzt und großen geistigen Schaden angerichtet, aber nicht wie von ihm angenommen getötet. Josua zog mit Tinukeda'ya durch die Lande, die ihn the Friar nannten, da er ständig aus dem Buch Ädon zitierte.
Viyekis Frau versucht, Tzoja in eine Falle zu locken, doch Tzoja ersticht sie in Selbstverteidigung. Sie kehrt nicht zu Viyeki zurück, sondern reist mit ihren Eltern und ihrem Bruder in die Graslande.
Jarnulf verpflichtet sich, ab nun Morgan zu dienen.
Pratiki beginnt, die Macht bei den Nornen zu übernehmen. Unklar ist, ob ihm das auch in Nakkiga gelingen wird.
Gräfin Turia findet einen Zeugen, über den sie Kontakt mit The Whisperer aufnimmt.

## Buchausgaben
- Das Herz der verlorenen Dinge. Übers. von Cornelia Holfelder-von der Tann. Klett-Cotta, Stuttgart 2017, ISBN 978-3-608-96144-7. (Orig.: The Heart of What was Lost, 2017)

- Band 1 (Orig.: The Witchwood Crown: Book One of The Last King of Osten Ard. DAW Books, New York 2017; deutsch aufgeteilt in zwei Bände):
  - Die Hexenholzkrone 1 / Der letzte König von Osten Ard Band 1. Übers. von Cornelia Holfelder-von der Tann und Wolfram Ströle. Klett-Cotta, Stuttgart 2017, ISBN 978-3-608-94953-7
  - Die Hexenholzkrone 2 / Der letzte König von Osten Ard Band 1. Übers. von Cornelia Holfelder-von der Tann und Wolfram Ströle. Klett-Cotta, Stuttgart 2017, ISBN 978-3-608-96196-6
- Band 2 (Orig.: Empire of Grass: Book Two of The Last King of Osten Ard. DAW Books, New York 2019; deutsch aufgeteilt in zwei Bände):
  - Das Reich der Grasländer 1 / Der letzte König von Osten Ard Band 2. Übers. von Cornelia Holfelder-von der Tann und Wolfram Ströle.  Klett-Cotta, Stuttgart 2020, ISBN 978-3-608-94954-4
  - Das Reich der Grasländer 2 / Der letzte König von Osten Ard Band 2. Übers. von Cornelia Holfelder-von der Tann und Wolfram Ströle. Klett-Cotta, Stuttgart 2020, ISBN 978-3-608-94978-0
- Band 3: (Orig.: Into the Narrowdark: Book 3 of The Last King of Osten Ard, DAW Books, New York 2022; deutsch aufgeteilt in zwei Bände):
  - Im dunklen Tal 1 / Der letzte König von Osten Ard Band 3. Übers. von Cornelia Holfelder-von der Tann und Wolfram Ströle. Klett-Cotta, Stuttgart 2023, ISBN 978-3-608-98736-2
  - Im dunklen Tal 2 / Der letzte König von Osten Ard Band 3. Übers. von Cornelia Holfelder-von der Tann und Wolfram Ströle. Klett-Cotta, Stuttgart 2023, ISBN 978-3-608-98751-5
- Band 4: The Navigators Children. The Last King of Osten Ard. DAW Books, New York 2024, ISBN 978-0-7564-1855-7

Das Cover der US- und UK-Ausgabe von The Witchwood Crown wurde von Michael Whelan gemalt. Es ist ein Ausschnitt seines Werks Darkness over Hayholt. Auch Empire of Grass wurde von diesem Künstler gestaltet. Ende 2021 kündigte Penguin Random House auf Twitter an, die Cover der beiden letzten Bände von einem anderen Künstler gestalten zu lassen. Jim Tierney malte die Cover-Bilder von Into the Narrowdark und The Navigator's Children.
Die Cover der deutschsprachigen Ausgaben von Der letzte König von Osten Ard wurden von Birgit Gitschier gestaltet. Die Cover-Illustrationen von Die Hexenholzkrone malte Melanie Korte. Max Meinzold fertigte die Illustrationen von Das Reich der Grasländer und Im dunklen Tal.
Die Karten von Osten Ard (alle Bände außer Im dunklen Tal Band 2), Aldheorte (Die Hexenholzkrone Band 2, Das Reich der Grasländer Band 1), Erkynland (Im dunklen Tal Band 1, The Navigator's Children), Hochhorst (Die Hexenholzkrone Band 1, The Navigator's Children), Nabban (Das Reich der Grasländer Band 2), Rimmersgard und Hernystir (Die Hexenholzkrone Band 1) und Tanakiru in zwei Varianten (Im dunklen Tal Band 2, The Navigator's Children) wurden von Isaac Stewart erstellt.
Ab Das Reich der Grasländer ist in jedem ersten Band der deutschen Ausgabe eine Zusammenfassung der vorigen Bände vorangestellt. Jeder bisher erschienene Band enthält zudem ein Glossar über Personen, Orte, Geschöpfe und weitere Namen und Begriffe.

## Hörbücher
Die ungekürzten Lesungen von Andreas Fröhlich erschienen im Der Hörverlag.
- Die Hexenholzkrone 1. Der letzte König von Osten Ard 1. Hördauer: 22h 54min. München, Oktober 2017, ISBN 978-3-8445-2638-7.
- Die Hexenholzkrone 2. Der letzte König von Osten Ard 1. Hördauer: 16h 24min. München, Dezember 2017, ISBN 978-3-8445-2806-0.
- Das Reich der Grasländer 1. Der letzte König von Osten Ard 2. Hördauer: 20h 28min. München, März 2020, ISBN 978-3-8445-2757-5.
- Das Reich der Grasländer 2. Der letzte König von Osten Ard 2. Hördauer: 16h 34min. München, Juni 2020, ISBN 978-3-8445-3816-8.
- Im Dunklen Tal 1. Der letzte König von Osten Ard 3. Hördauer: 17h 17min. München, November 2023, ISBN 978-3-8445-2758-2.
- Im Dunklen Tal 2. Der letzte König von Osten Ard 3. Hördauer: 16h 59min. München, Februar 2024, ISBN 978-3-8445-5057-3.

## Rezensionen
Jamie Buxton vom Daily Mail sieht den Band Das Herz der verlorenen Dinge als gelungene Einführung in die Welt von Osten Ard. Er hebt hervor, durch sympathische Charaktere auf beiden Seiten Einblick in die Gründe für den Konflikt der komplexen Geschichte zu erhalten. David Liss hält den Roman in seiner Besprechung auf The Speculative Herald nicht für die perfekte Einführung für neue Leser in diese Fantasy-Welt. Er mag die Charakterentwicklung und bezeichnet den Band als dunkles Märchen über Kriegsmüdigkeit und Verzweiflung. Adam Whitehead hält es für eine kraftvoll und effektiv erzählte Geschichte mit mehr Wendungen, als man bei der Länge des Buches erwarten würde. Positiv findet er, dass lose Enden aus dem ersten Zyklus aufgegriffen wurden.
Auf Kirkus wird in der Rezension für die Die Hexenholzkrone Tad Williams Fähigkeit zum großangelegten Story-Telling hervorgehoben. Die reichhaltig beschriebene, vielschichte und sorgfältig entworfene Geschichte nutze eine Vielfalt von geschickt entwickelten Charakteren. Adam Whitehead sieht den Roman als eine sich langsam aufbauende Geschichte mit einer melancholischen Seite, was seiner Ansicht nach funktioniert, da thematische Ideen des Alterns, der Trauer und des Vergehens aufgegriffen werden. Er bezeichnet die Geschichte als wunderbar gut geschrieben und sich daher die Rückkehr nach Osten Ard lohnt.
Als reine, unverfälschte epische Fantasie wird der zweite Band Im Reich der Grasländer zusammengefasst. In ausgedehnten Sequenzen sei die Geschichte teils etwas sperrig, was sich negativ auf die Dynamik auswirke, doch dies werde mehr als ausgeglichen durch die tiefe Charakterentwicklung, beeindruckende Handlungskomplexität und den reichen Weltaufbau. Elisabeth Clark sieht den Band im Library Journal als sehr zu empfehlende High Fantasy an, betont die fachmännisch entwickelten Charaktere, die ausführlichen Beschreibungen und die Wendungen in der Erzählung.

## Auszeichnungen
- 2017 wurde The Witchwood Crown für den Goodreads Choice Award in der Kategorie Readers' Favorite Fantasy nominiert.[27]
- 2018 wurde The Witchwood Crown für den Gemmel Award nominiert.[28]